# Нови-Мароф
Нови-Мароф (хорв. Novi Marof) — город в Хорватии, в северо-западной части страны, в Вараждинской жупании. Население — 1 956 человек в самом городе и 13 246 человек в общине с центром в Нови-Марофе. 99,2 % жителей — хорваты (2011).
Нови-Мароф расположен в историческом районе Хорватское Загорье в холмистой местности, в восточных отрогах хребта Иваншчица. Город стоит на правом берегу реки Бедни, притока Дравы.
Рядом с городом проходит автомагистраль A4 Загреб-Будапешт, через сам Нови-Мароф проходит её бесплатный дублёр — шоссе D3, связывающее Нови-Мароф с Вараждином.